# Ивантејевка
Ивантејевка (рус. Ивантеевка) град је у Русији у Московској области. Према попису становништва из 2010. у граду је живело 58.594 становника.

## Становништво
Према прелиминарним подацима са пописа, у граду је 2010. живело 58.594 становника, 7.140 (13,88%) више него 2002.
| 1939.  | 1959.  | 1970.  | 1979.  | 1989.  | 2002.  | 2010.  |
| ------ | ------ | ------ | ------ | ------ | ------ | ------ |
| 22.207 | 30.945 | 35.778 | 46.914 | 53.140 | 51.454 | 58.626 |